# Мазунінське сільське поселення (Сарапульський район)
Мазу́нінське сільське поселення — муніципальне утворення в складі Сарапульського району Удмуртії, Росія. Адміністративний центр — село Мазуніно.
Населення становить 853 особи (2019, 949 у 2010, 911 у 2002).

## Склад
До складу поселення входять такі населені пункти:
| Населений пункт | Населення, осіб (2002) | Населення, осіб (2010) |
| --------------- | ---------------------- | ---------------------- |
| Мазуніно, село  | 897                    | 911                    |
| Межна, присілок | 14                     | 38                     |

В поселенні діють школа, садочок, бібліотека, клуб та фельдшерсько-акушерський пункт.